# Conjunto Histórico de Cabezuela del Valle
El Conjunto Histórico de Cabezuela del Valle es un bien de interés cultural ubicado en la localidad española homónima, en la provincia de Cáceres.

## Descripción
Cabezuela del Valle ha seguido un desarrollo orgánico, con gran extensión longitudinal desde el punto más alto. Se caracteriza por un trazado urbano de calles estrechas, enrolladas, en ocasiones repinadas, presentando una arquitectura popular conforme las características de la zona: calles estrechas y plazuelas porticadas, construcciones de adobe con entramados de madera, balconadas y saledizos igualmente de madera o pronunciados aleros, organizadas interiormente, como norma general, con un patio o zaguán a la entrada que da acceso a las cuadras y dependencias pecuarias en la planta baja; en la planta un tabladillo de acceso; en la segunda cocina de leña distribuyéndose a su alrededor las distintas habitaciones, y el «zarzo» o secadero de castañas; en lo alto un desván.
Entre otros elementos arquitectónicos de tipo singular, cabe destacar, la iglesia parroquial de San Miguel Arcángel, las ermitas de San Antonio, del Cristo de Peñas Albas, de Santiago; todas en las afueras, datables entre los siglos XVII y XVIII. Dentro del casco urbano destacan distintas casas solariegas, algunas con fachadas de cantería, y casi todas blasonadas con sus respectivos escudos familiares.

## Estatus patrimonial
Una parte del municipio fue declarada el 21 de abril de 1998 fue declarada Bien de Interés Cultural, con la categoría de conjunto histórico, mediante un decreto publicado el día 28 de ese mismo mes en el Diario Oficial de Extremadura con la rúbrica del presidente de la comunidad autónoma, Juan Carlos Rodríguez Ibarra, y del consejero de Cultura y Patrimonio, Francisco Muñoz Ramírez.

## Área protegida
Forman el conjunto los inmuebles, calles, edificios y solares, públicos y privados, comprendidos en el interior del perímetro trazado por las calles que se relacionan a continuación, así como los que den fachada a cualquier lado de ellos: desde el puente sobre el río Jerte a lo largo de la Avenida de Plasencia, hasta la Travesía de la Avenida de Plasencia, está incluida; la calle Federico Bajo, a uno y otro lado; el tramo de la calle Luis Barbosa comprendido entre Federico Bajo y Travesía Escuelas; la 4.ª Travesía Escuelas; desde esta a lo largo de la calle Hernán Cortés; desde aquí, por las traseras de la calle Aldea, hasta la calle Huertas, la calle Saturnino Bajo, a uno y otro lado; la calle de la Fuente; calle Puente y calle Molinillos a uno y otro lado, hasta volver nuevamente hasta el puente donde comenzó el perímetro.